# Aleuropteryx punctata
Aleuropteryx punctata är en insektsart som beskrevs av Meinander 1974. Aleuropteryx punctata ingår i släktet Aleuropteryx och familjen vaxsländor. Inga underarter finns listade i Catalogue of Life.